# Copa Confederacions 2009
La Copa FIFA Confederacions 2009 va ser la vuitena edició de la Copa Confederacions, es realitzà entre el 14 i el 27 de juny del 2009, a Sud-àfrica.
Aquest torneig s'ha considerat un assaig general per la Copa del Món de Futbol de 2010 que també es disputarà al mateix país.

## Seus
Cinc foren les seus de la primera Copa Confederacions de Sud-àfrica:
| Ciutat         | Estadi                    | Capacitat |
| -------------- | ------------------------- | --------- |
| Bloemfontein   | Estadi Free State         | 44.000    |
| Johannesburg   | Estadi FNB Soccer City    | 94.700    |
| Port Elizabeth | Estadi Nelson Mandela Bay | 49.500    |
| Pretòria       | Estadi Loftus Versfeld    | 45.000    |
| Rustenburg     | Estadi Royal Bafokeng     | 40.000    |

## Participants
Els vuit participants d'aquest torneig van ser convidats oficialment per la FIFA. Aquests corresponien, en general, als recents campions dels diversos tornejos continentals. Les seleccions d'Espanya i Brasil van ser convidades, però no obligades a competir en el torneig.
En aquesta edició hi van participar:

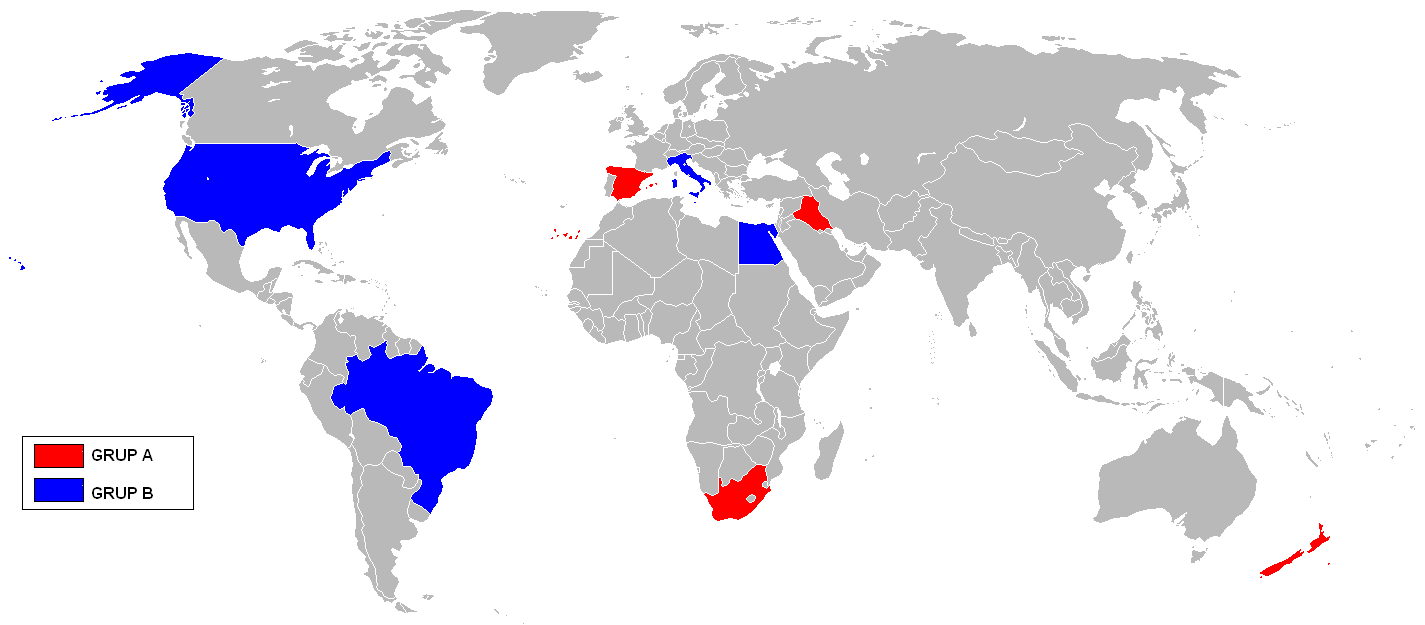
Països participants a la competició.

| Amfitrió                        |  | Sud-àfrica   |  | Sud-àfrica - Organitzador de la Copa del Món de Futbol 2010         |
| Copa del Món de Futbol          |  | Itàlia       |  | Itàlia - Campió de la Copa del Món de Futbol 2006                   |
| UEFA (Europa)                   |  | Espanya      |  | Espanya - Campió de l'Eurocopa 2008                                 |
| CONMEBOL (Sud-amèrica)          |  | Brasil       |  | Brasil - Campió de la Copa Amèrica 2007                             |
| CONCACAF (Nord i Centreamèrica) |  | Estats Units |  | Estats Units - Campió de la Copa d'Or de la CONCACAF 2007           |
| AFC (Àsia)                      |  | Iraq         |  | Iraq - Campió de la Copa d'Àsia de 2007                             |
| CAF (Àfrica)                    |  | Egipte       |  | Egipte - Campió de la Copa d'Àfrica de Nacions 2008                 |
| OFC (Oceania)                   |  | Nova Zelanda |  | Nova Zelanda - Campió de la Copa de les Nacions de la OFC 2007-2008 |

## Fase de grups

### Grup A
| Equip        | Pts | J | G | E | P | GF | GC | Dif |
| ------------ | --- | - | - | - | - | -- | -- | --- |
| Espanya      | 9   | 3 | 3 | 0 | 0 | 8  | 0  | +8  |
| Sud-àfrica   | 4   | 3 | 1 | 1 | 1 | 2  | 2  | 0   |
| Iraq         | 2   | 3 | 0 | 2 | 1 | 0  | 1  | -1  |
| Nova Zelanda | 1   | 3 | 0 | 1 | 2 | 0  | 7  | -7  |

| Sud-àfrica | 0:0 | Iraq |
| ---------- | --- | ---- |
|            |     |      |

| Nova Zelanda | 0:5 (0:4) | Espanya                                    |
| ------------ | --------- | ------------------------------------------ |
|              |           | Torres 8', 14', 17' · Cesc 24' · Villa 48' |

| Espanya   | 1:0 (0:0) | Iraq |
| --------- | --------- | ---- |
| Villa 55' |           |      |

| Sud-àfrica     | 2:0 (1:0) | Nova Zelanda |
| -------------- | --------- | ------------ |
| Parker 21' 52' |           |              |

| Iraq | 0:0 | Nova Zelanda |
| ---- | --- | ------------ |
|      |     |              |

| Espanya                  | 2:0 (0:0) | Sud-àfrica |
| ------------------------ | --------- | ---------- |
| Villa 52' · Llorente 72' |           |            |

### Grup B
| Equip        | Pts | J | G | E | P | GF | GC | Dif |
| ------------ | --- | - | - | - | - | -- | -- | --- |
| Brasil       | 9   | 3 | 3 | 0 | 0 | 10 | 3  | +7  |
| Estats Units | 3   | 3 | 1 | 0 | 2 | 4  | 6  | -2  |
| Itàlia       | 3   | 3 | 1 | 0 | 2 | 3  | 5  | -2  |
| Egipte       | 3   | 3 | 1 | 0 | 2 | 4  | 7  | -3  |

| Brasil                                         | 4:3 (3:1) | Egipte                     |
| ---------------------------------------------- | --------- | -------------------------- |
| Kaká 5', 90' (p) · Luis Fabiano 12' · Juan 37' |           | Zidan 9', 55' · Shawky 54' |

| Estats Units    | 1:3 (0:1) | Itàlia                        |
| --------------- | --------- | ----------------------------- |
| Donovan 41' (p) |           | Rossi 59', 90' · De Rossi 71' |

| Estats Units | 0:3 (0:2) | Brasil                                    |
| ------------ | --------- | ----------------------------------------- |
|              |           | Felipe Melo 7' · Robinho 20' · Maicon 62' |

| Egipte    | 1:0 (1:0) | Itàlia |
| --------- | --------- | ------ |
| Homos 40' |           |        |

| Itàlia | 0:3 (0:3) | Brasil                                  |
| ------ | --------- | --------------------------------------- |
|        |           | Luís Fabiano 37' 43' · Dossena 45' (pp) |

| Egipte | 0:3 (0:1) | Estats Units                           |
| ------ | --------- | -------------------------------------- |
|        |           | Davies 21' · Bradley 63' · Dempsey 71' |

## Eliminatòries
|  | Semifinals                         | Semifinals                |   |                         | Final                     | Final |
|  |                                    |                           |   |                         |                           |       |
|  | 24 de juny – Mangaung/Bloemfontein |                           |   |                         |                           |       |
|  | Espanya                            | 0                         |   |                         |                           |       |
|  | Estats Units                       | 2                         |   |                         |                           |       |
|  |                                    |                           |   |                         |                           |       |
|  |                                    |                           |   |                         | 28 de juny – Johannesburg |       |
|  |                                    |                           |   |                         | Estats Units              | 2     |
|  |                                    | Brasil                    | 3 |                         |                           |       |
|  |                                    |                           |   |                         |                           |       |
|  |                                    |                           |   |                         |                           |       |
|  |                                    |                           |   |                         | Tercer lloc               |       |
|  | 25 de juny – Johannesburg          | 25 de juny – Johannesburg |   | 28 de juny – Rustenburg | 28 de juny – Rustenburg   |       |
|  | Brasil                             | 1                         |   | Espanya (pr)            | 3                         |       |
|  | Sud-àfrica                         | 0                         |   |                         | Sud-àfrica                | 2     |

### Semifinals
| Espanya | 0:2 (0:1) | Estats Units               |
| ------- | --------- | -------------------------- |
|         |           | Altidore 27' · Dempsey 74' |

| Brasil         | 1:0 (0:0) | Sud-àfrica |
| -------------- | --------- | ---------- |
| Dani Alves 88' |           |            |

### Tercer lloc
| Espanya                                | 3:2 (0:0) (pròrroga) | Sud-àfrica          |
| -------------------------------------- | -------------------- | ------------------- |
| Dani Güiza 88', 89' · Xabi Alonso 107' |                      | Mphela 73', 90' (3) |

### Final
| Estats Units              | 2:3 (2:0) | Brasil                            |
| ------------------------- | --------- | --------------------------------- |
| Dempsey 10' · Donovan 27' |           | Luís Fabiano 46', 74' · Lúcio 84' |

## Golejadors
5 gols
- Luís Fabiano

3 gols
- Fernando Torres
- David Villa
- Clint Dempsey

2 gols
- Bernard Parker
- Katlego Mphela
- Mohamed Zidan
- Kaká
- Giuseppe Rossi
- Daniel Güiza
- Landon Donovan

1 gol
- Cesc Fàbregas
- Fernando Llorente
- Xabi Alonso
- Juan
- Felipe Melo
- Robinho
- Maicon
- Daniel Alves
- Lúcio
- Mohamed Shawky
- Mohamed Soliman
- Charlie Davids
- Michael Bradley
- Jozy Altidore
- Daniele De Rossi

En porteria pròpria
- Andrea Dossena (per Brasil)

## Guardons
Millor jugador del torneig
| Pilota d'Or | Pilota de Plata | Pilota de Bronze |
| Kaká        | Luís Fabiano    | Clint Dempsey    |

Màxim golejador del torneig
| Bota d'Or    | Bota de Plata   | Bota de Bronze |
| Luís Fabiano | Fernando Torres | David Villa    |

Millor porter del torneig
| Guant d'Or |
| Tim Howard |

Premi al Joc Net
- Brasil